# Burgkeller
Der Burgkeller ist das älteste nachweisbare städtische Wirtshaus in Leipzig und hatte über mehrere Jahrhunderte hinweg das alleinige Privileg, in der Stadt auswärtige Biere auszuschenken und zu verkaufen.

## Geschichte

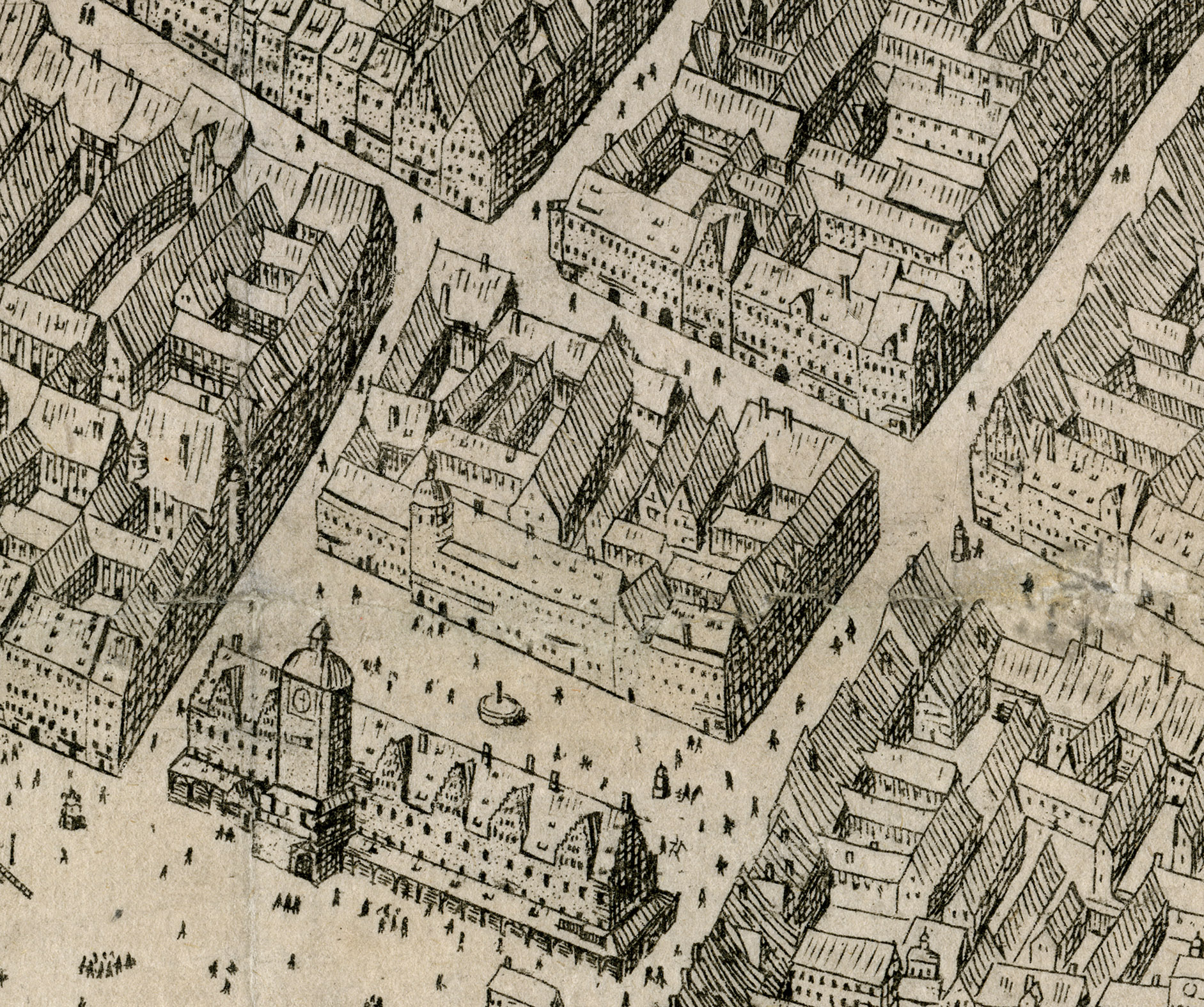
Ansicht des Burgkellerblocks auf einer Stadtansicht, 1646

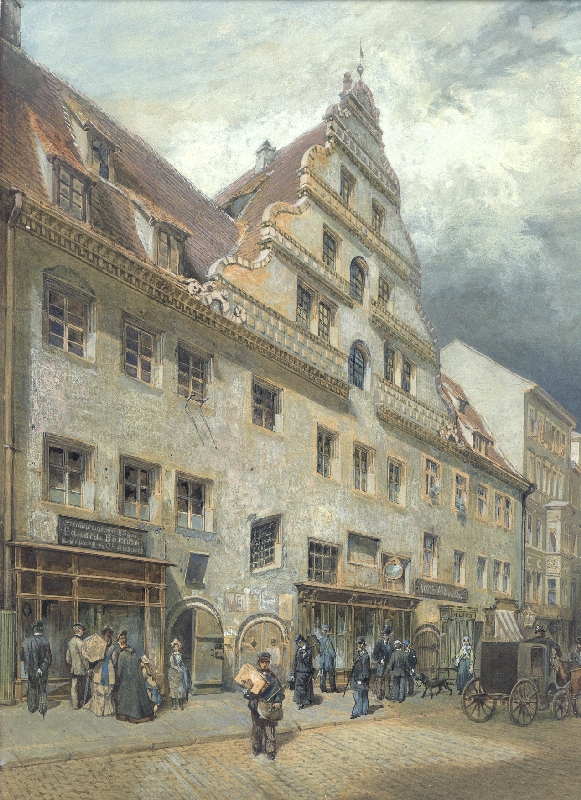
Burgkeller in der Reichsstraße, um 1890

Die erste urkundliche Erwähnung eines Burgkellers – für Bürgerkeller stehend – in Leipzig stammt aus dem Jahr 1419. Über den genauen Standort wird hier keine Auskunft gegeben, nur der Hinweis, dass sich die Keller des Schankhauses am Markt zu finden waren. 1459 wurde durch ein Privileg von Kurfürst Friedrich II. dem Burgkeller der Stadt die alleinige Erlaubnis erteilt, auswärtige Biere einzuführen, auszuschenken und zu verkaufen. Dieses exklusive Recht hatte die Institution bis zum Jahr 1839 und war damit zeitweise eine wichtige Einnahmequelle Leipzigs. 1565 wurde durch die Stadt zwischen Naschmarkt und Reichsstraße ein Häuserkomplex errichtet, in dem neben dem Burgkeller auch die städtischen Fleisch- und Brotbänke, Garküchen sowie zunächst auch die Schuhmacher- und Kürschnerinnungen ihren Sitz hatten. Der Burgkeller befand sich im Unter- und Erdgeschoss eines zweigeschossigen Gebäudeblockes auf der Naschmarktseite, 1572 wurde er ausgebaut.
1621 wurde auf Wunsch der Leipziger Handwerkszünfte das Gebäude teilweise aufgestockt und im zweiten Obergeschoss eine zusätzliche Trinkstube eingerichtet. 1859 zogen die Leipziger Fleischbänke in die Georgenhalle um, der Burgkeller übernahm die Räumlichkeiten in der Reichsstraße. In den folgenden Jahren wurde der repräsentative Renaissancebau mit auffälligen Ziergiebeln umfassend ausgebaut und erweitert. Es entstanden mit Schwerpunkt auf den Gastbetrieb ein imposanter dreiteiliger Gastraum, ein Eiskeller und eine große Speisekammer sowie eine moderne Küche. Dazu wurden im Gebäude zeitgemäße Gasbeleuchtung und Wasseranschlüsse installiert. Im innenliegenden Hof wurde der Transport von Bierfässern organisiert.
Im Jahr 1905 wurde eine Neubebauung des ganzen Häuserkomplexes zwischen Naschmarkt und Reichsstraße – auch Burgkellerblock genannt – beschlossen, von 1907 bis 1908 erfolgte der Abriss des historischen Karrees. Ein Jahr später wurde an gleicher Stelle der Handelshof, ein von Georg Weidenbach und Richard Tschammer entworfener städtischer Messepalast, eingeweiht. 1908 begann der Leipziger Stadtbaurat Otto Wilhelm Scharenberg mit der Errichtung eines Schulgebäudes in der Leipziger Möbiusstraße (heute Humboldt-Gymnasium) und setzte dem im Abriss befindlichen Giebel des Burgkellers ein Denkmal, indem er ihn am Schulneubau mehrfach zitierte. Es soll sogar Material des Abrissgiebels verbaut worden sein.
Der Burgkeller wurde beim Neubau des Handelshofs als historisch bedeutsame Institution der Stadt berücksichtigt, auf der Naschmarktseite an seiner ursprünglichen Lage wurden Räumlichkeiten mit architektonischem Bezug auf das alte Wirtshaus eingerichtet. 1913 übernahm die Sternburg-Brauerei aus Lützschena das Wirtshaus, die es bis zum Jahr 1955 betrieb.
Nach dem schweren Luftangriff auf Leipzig in der Nacht zum 4. Dezember 1943 wurde der Handelshof erheblich beschädigt und brannte teilweise aus, kurz nach Ende des Zweiten Weltkriegs konnten zumindest provisorisch äußere Gebäudeteile wiederhergestellt werden. 1947 wurde ebenerdig an der Ecke Naschmarkt, Grimmaische Straße das Burgkellercafé mit 300 Plätzen mit Konferenzraum eröffnet, im Untergeschoss war eine Bar zu finden. 1955 wurde der Burgkeller bis zum Ende der DDR zu einer HO-Gaststätte, im Keller waren in diesen Jahrzehnten unter anderem eine Cocktailbar und Spezialitätenrestaurants zu finden. 1991 erwarb zunächst die Leipziger Messe GmbH den gesamten Gebäudekomplex, um ihn 2005 weiter zu veräußern. Eine umfassende Sanierung des gesamten Hauses fand von 2007 bis 2011 statt. Der ehemalige Burgkeller auf der Naschmarktseite, Ecke Grimmaische Straße, wird bis heute durch verschiedene Anmieter als Restaurant betrieben.

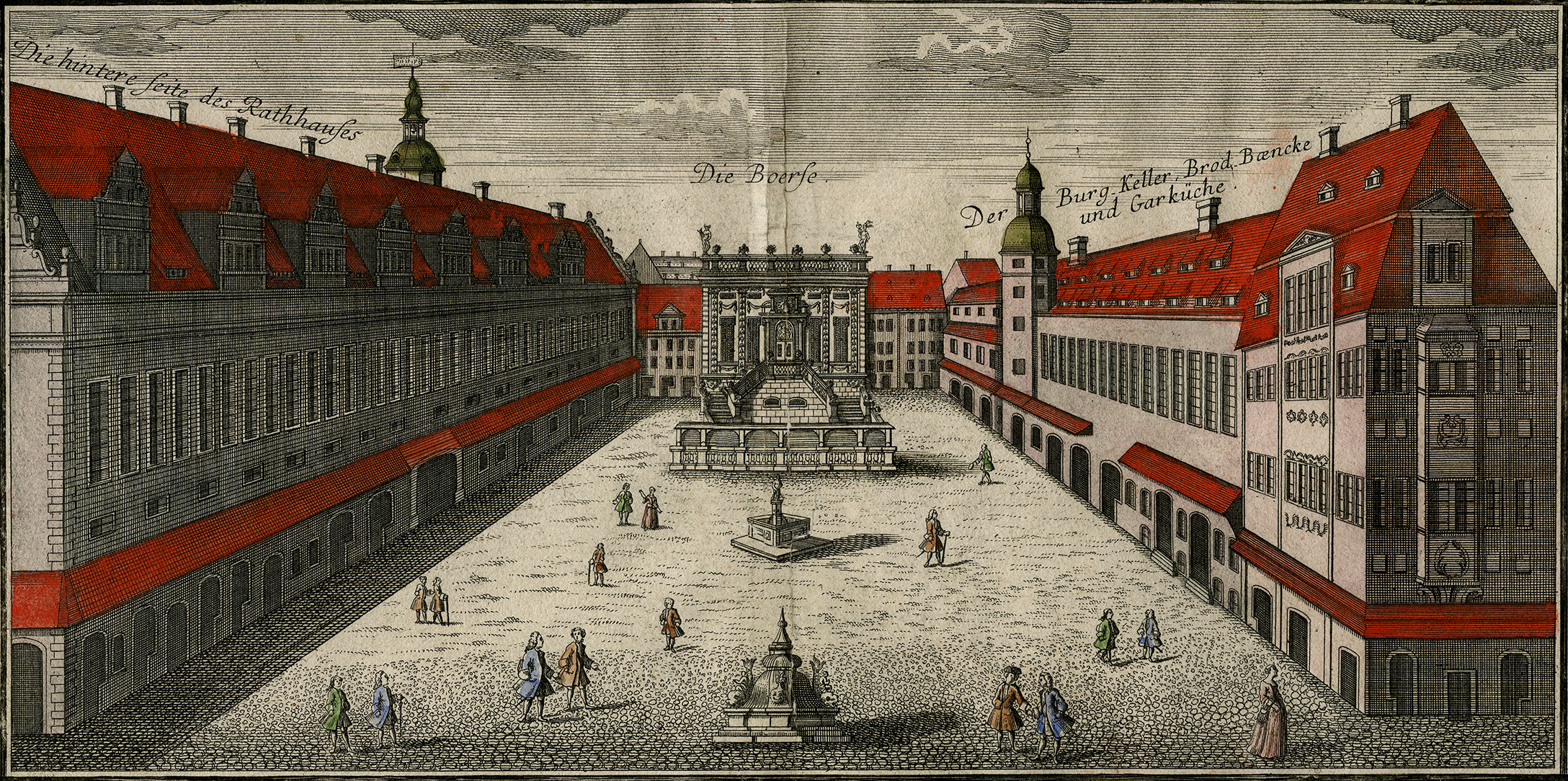
Naschmarkt mit Burgkeller (rechts), 1749
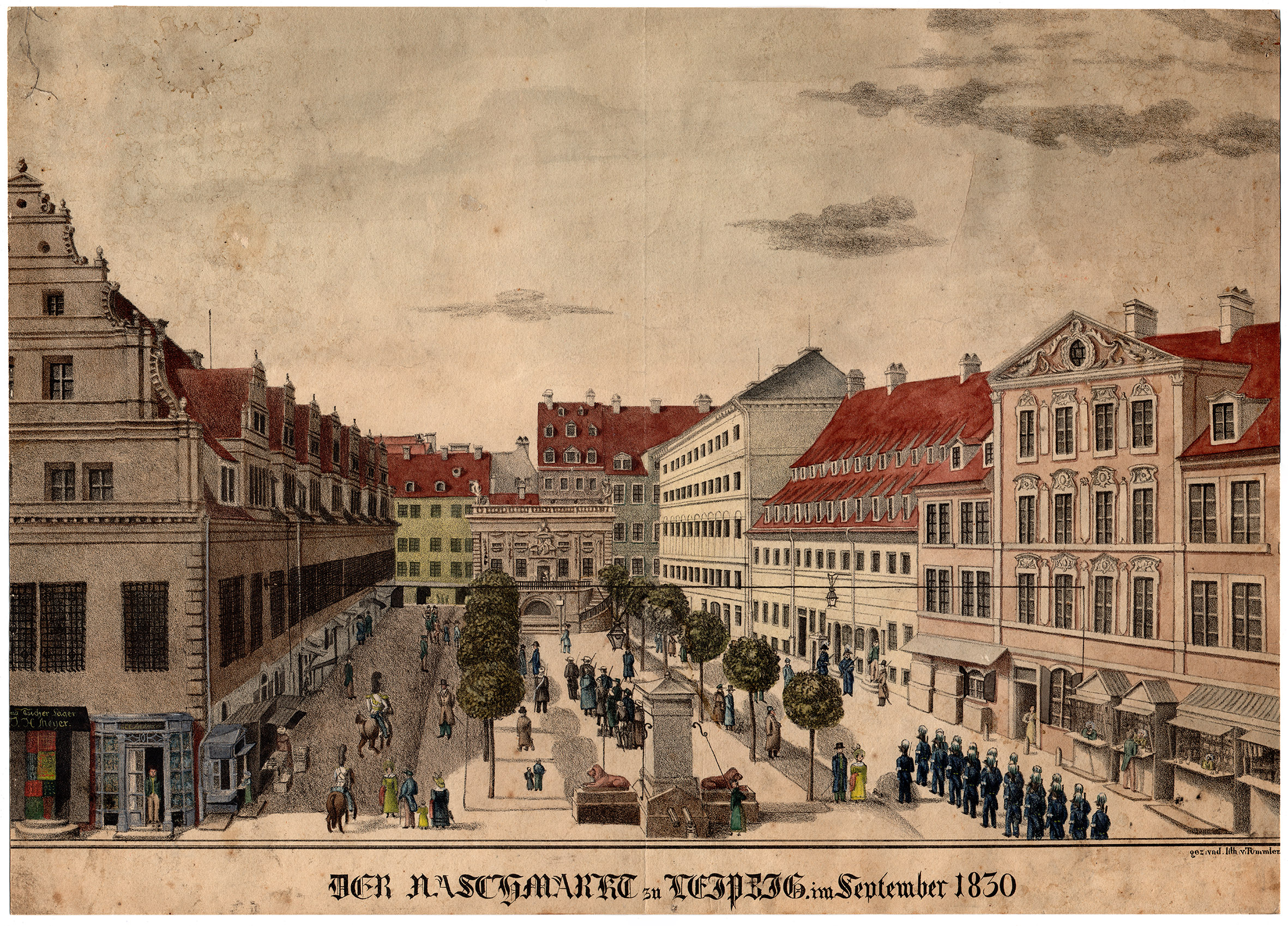
Naschmarkt mit Burgkeller (rechts), 1830
Gastraum im Leipziger Burgkeller, um 1900
Burgkellerkomplex vor dem Abriss, um 1906